# Lisa Gerrard
Lisa Germaine Gerrard (Melbourne, 12 d'abril de 1961) és una contralt i compositora australiana. Fou la cantant de Dead Can Dance des de 1981 a 1998 i després començà la seva carrera en solitari. Va rebre un Globus d'Or per la banda sonora de la pel·lícula Gladiator (Ridley Scott, 2000), en la qual va ser col·laboradora juntament amb el compositor alemany Hans Zimmer, i es convertia així en la primera dona a rebre aquest premi en l'esmentada categoria.

## Biografia
Filla d'immigrants irlandesos, va créixer al barri multiracial de l'East Prahan, de Melbourne, on va conviure entre les cultures grega, turca, italiana, irlandesa i àrab. Aquesta diversitat cultural va tenir gran influència en la seva música, particularment en els seus àlbums posteriors amb la banda Dead Can Dance i en la seva carrera com a solista.
La seva carrera artística s'inicià a començament dels anys 80, quan formà el duo Dead Can Dance amb el seu company australià Brendan Perry. Publicà 9 àlbums entre 1984 i 1995. En el seu disc en solitari Lisa Gerrard (4AD), la cantant i compositora australiana recapitula els seus més de vint anys de carrera amb Dead Can Dance i en solitari. La retrospectiva il·lustra la seva progressió des del goticisme barroc del seu treball amb Brendan Perry, I serveix per endinsar-se en el seu eteri món personal, que empara deliris neoclàssics i ambientals, incursions en la fusió ètnica i les seves exitoses aportacions a les bandes sonores de Ali, The Insider, El Foc de la Venjança, la multipremiada Gladiator, com a intèrpret vocal de Now We Are Free, tema de la pel·lícula, i al costat del cantant Denez Prigent, interpreten la cançó Gortoz a Ran - J'Attends, creada per a la pel·lícula Black Hawk abatut.
El 2009 Gerrard va crear el seu propi segell discogràfic, Gerrard Records, "amb la intenció de potenciar i donar suport a artistes no reconeguts de tot el món".

## Estil vocal
La veu de Lisa Gerrard ha estat descrita com a rica, profunda, fosca i trista. El seu registre vocal és de contralt, que abasta des E3-F5 1 nota, (2 octaves). Ella s'estén a la dramàtica mezzosoprano en una sèrie de cançons com The Host of Seraphim, Elegy, Space Weaver, Come This Way i One Perfect Sunrise. Gerrard realitza en el rang de contralt dramàtica en les altres cançons, Sanvean, Sacrifice, Llarg, Lament i Not Yet.
Gerrard canta moltes de les seves cançons, com ara Now We Are Free, Come Tenderness, Serenity, The Valley of the Moon, Tempest, Pilgrimage of Lost Children, Coming Home i Sanvean en una idioglosia (un llenguatge idiosincràtic) que ha desenvolupat des de l'edat de dotze anys.

## Guardons
El 2001 obtingué el Globus d'Or en la Millor banda sonora original pel tema musical de la pel·lícula Gladiator, havent estat nominada al Premi Oscar per la Millor banda sonora, al Premi BAFTA per la millor música, al Premi Grammy com a Millor àlbum de banda sonora per pel·lícula, televisió o mitjà visual, pel mateix tema de la pel·lícula Gladiator.
El 2019 fou nominda al Premi Grammy al millor àlbum de new-age

## Discografia

### Carrera després de Dead Can Dance

#### Àlbums en solitari
- The Mirror Pool (1995)
- Whalerider (Banda sonora) (2003)
- The Silver Tree (2006)
- The Best of Lisa Gerrard (2007)
- Black Opal (2009)
- Twilight Kingdom (2014)

#### Senzills
- "Sanvean" (1995)
- "The Human Game (amb Pieter Bourke, 1998)
- "Abwoon" (amb Patrick Cassidy, 2003)

#### Col·laboracions
- Baraka (1992), amb Michael Stearns .

- Duality (1998), amb Pieter Bourke .
- The Insider (Banda sonora) (1999), amb Pieter Bourke .
- Gladiator (Banda sonora) (2000), amb Hans Zimmer .
- Missió impossible 2 (Banda sonora) (2000), amb Hans Zimmer .
- Ali (Banda sonora) (2001) amb Pieter Bourke .
- Immortal Memory (2004), amb Patrick Cassidy .
- A Thousand Roads (2005) amb Jeff Rona .
- Ashes and Snow (2006) amb Patrick Cassidy .
- "Wisdom of Wind" composició amb Jeff Rona, gravat per Tarja Turunen per a l'àlbum My Winter Storm (2007) i està present en la cançó " Enough " (2009).
- View from a Window col·laboració en l'enregistrament d'una cançó amb el nom de "There en el vostre Arms" (2008) amb Josiah Brooks .
- Farscape (2008) amb Klaus Schulze.
- Samsara (2011), amb Michael Stearns.
- The Bible Sèries (Banda sonora) (2013), amb Hans Zimmer.
- 02:22 (Banda sonora) (2017) amb James Orr.
- Hiraeth (2018) amb David Kuckhermann.
- BooCheeMish (2018) amb Le Mystère Des Voix Bulgares.
- Melodies Of My Youth (2019) amb Zbigniew Preisner i Dominik Wania.
- Secret Bridesmaids 'Business (Music from the Original TV Series) (2019) amb James Orr.

#### Diversos
- MICROFILM: centerfold 7 "(" centerfold "i" Window ") (1981)
- Compilació titulada "From Belgrave with Love" ("Mossaic" per a Lisa Gerrard i "Summer house" per a Microfilm) 1981.
- The Future Sound of London mostra de la seva veu en la cançó "Dawn of the Iconoclast" del seu èxit de 1992 " Papua New Guinea " (1992).
- Promocional francès dels seus CD "La bas" i "Lament".
- Compilació titulada "These Wings without Feathers" ("Dreamsong" i "Untitled") (1996).
- "The Wings of a Film - The Music of Hans Zimmer" ("Now We Are Free" live).
- Amb Orbital : "One Perfect Sunrise" de l'àlbum The Blue Album (2004).
- Orbital amb Lisa Gerrard: "One Perfect Sunrise" (ràdio mix) CD single.
- Orbital amb Lisa Gerrard: "One Perfect Sunrise" (Phil Hartnoll mix) CD single.
- "J'attends - Gortoz A Ran" amb Denez Prigent en l'àlbum Irvi .
- "An Hini a Garan" amb Denez Prigent en l'àlbum Sarac'h .
- "Valley of Shadows" per a la banda sonora de " Valley of Shadows ", composta per Zbigniew Preisner .
- Mantres of a Lost Archetype (album inèdit)
- Ashes and Snow exhibició d'art per Gregory Colbert, (amb Patrick Cassidy i Michael Brook, "Devota", "Vespers", "Womb", "Wisdom").